# Sabbazio di Solovki
Sabbazio di Solovki (... – 1435) è stato un monaco cristiano russo, fondatore del Monastero di Solovki, venerato come santo dalla Chiesa ortodossa russa, che lo ricorda il 27 settembre.

## Agiografia
Prese i voti al monastero di San Cirillo di Beloozero, dal quale si spostò dopo essere giunto a conoscenza che nel monastero di Valaam, sito sul lago Ladoga, era presente una comunità di monaci che conduceva uno stile di vita improntato alla più completa austerità. Dopo alcuni anni che vi si era trasferito iniziò a ricercare un luogo ove potersi dedicare alla preghiera nella solitudine e nel silenzio più completi. Fu così che scoprì un'isola grande e deserta, distante due giorni dal monastero di Valaam, sul Mar Bianco. Savvatij decise allora nuovamente di abbandonare il monastero dove viveva per trasferirsi sulla nuova isola. Prima di partire, nei pressi di una cappella che aveva costruito lungo il fiume Vjg, incontrò un uomo di nome German che era solito vivere nei boschi nella più completa solitudine. Quest'ultimo accettò di accompagnare Savvatij nel suo viaggio e di stare con lui nel nuovo luogo, dove, non appena arrivati, eressero una grande croce in legno. Savvatij costruì insieme al compagno una cella dove vivere, a 13 km dal luogo ove oggi sorge il monastero, eretto dopo la sua morte, da nuovi monaci giunti sull'isola.